# Parasarcophaga cantrelli
Parasarcophaga cantrelli är en tvåvingeart som beskrevs av Yu. G. Verves 1992. Parasarcophaga cantrelli ingår i släktet Parasarcophaga och familjen köttflugor.
Artens utbredningsområde är Tamil Nadu (Indien). Inga underarter finns listade i Catalogue of Life.